# 76 Velorum
76 Velorum (g Velorum) é uma estrela na direção da Vela. Possui uma ascensão reta de 08h 49m 47.65s e uma declinação de −45° 18′ 28.5″. Sua magnitude aparente é igual a 4.94. Considerando sua distância de 827 anos-luz em relação à Terra, sua magnitude absoluta é igual a −2.08. Pertence à classe espectral A2III.